# Storia di Taranto
La storia di Taranto ha inizio nell'VIII secolo a.C. con la fondazione di Taras, unica colonia degli Spartani, sebbene ritrovamenti archeologici confermino la presenza di insediamenti appartenenti all'età del bronzo e del ferro 3 500 anni prima di Cristo. L'egemonia della città era legata alla grande sua potenza navale e al controllo del golfo omonimo, definito "di Taranto", grazie agli accordi di non belligeranza con la Repubblica romana e alla cultura della Magna Grecia.

## Età antica

### Le origini

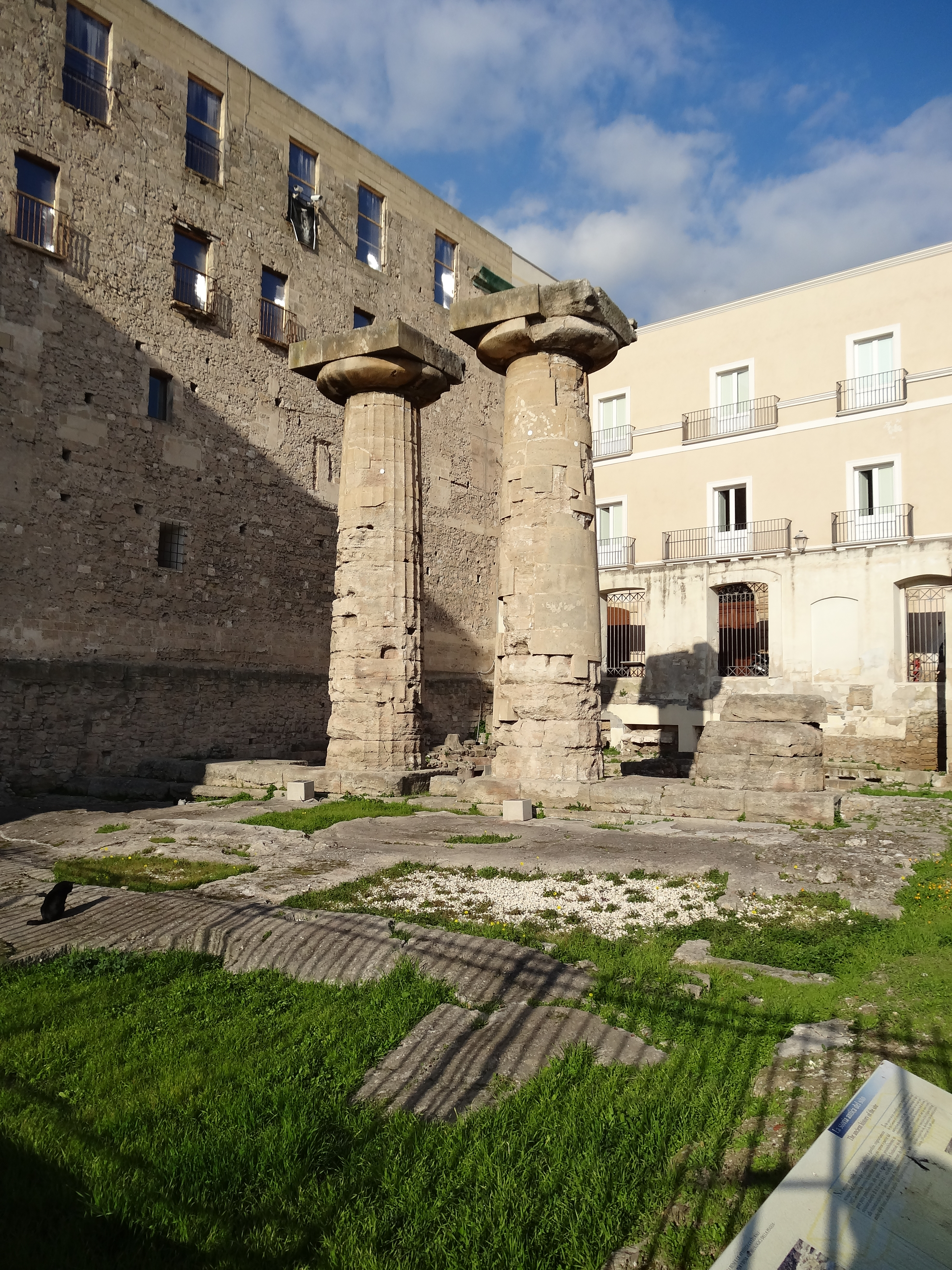
Colonne superstiti del Tempio Dorico

La cronologia tradizionale, assegna la data della fondazione di Taranto al 706 a.C. Le fonti tramandate dallo storico Eusebio di Cesarea, parlano del trasferimento in questa zona dello spartano Falanto, figlio del nobile Arato e discendente di Eracle di VIII generazione, e di altri compatrioti detti Parteni, per necessità di espansione o per questioni commerciali. Questi, approdando sul promontorio di Saturo e fissando i primi insediamenti portarono una nuova linfa di civiltà e di tradizioni. La struttura sociale della colonia sviluppò nel tempo una vera e propria cultura aristocratica, la cui ricchezza proveniva, probabilmente, dallo sfruttamento delle risorse del fertile territorio circostante, che venne popolato e difeso da una serie di phrouria tra le quali Pezza Petrosa, piccoli centri fortificati in posizione strategica. A differenza delle altre città della Puglia (come Bari e Brindisi), Taras (Taranto) non fu annessa all'impero romano se non centinaia di anni dopo la fondazione, anzi numerose guerre riportano eventi durante i quali l'esercito romano si ritirò sconfitto, come nella Battaglia di Heraclea ad opera di Pirro.
Nel VIII secolo a.C., l'eroe spartano Falanto divenne il condottiero dei Partheni, cioè di quel gruppo di cittadini nati durante la guerra messenica, dell'aristocrazia al potere nella città di Sparta. Consultando l'Oracolo di Delfi prima di avventurarsi per mare alla ricerca di nuove terre, apprese che sarebbe giunto nella terra degli Iapigi, e che avrebbe fondato una città quando egli avesse visto cadere la pioggia da un cielo sereno e senza nuvole (in greco ethra).
Falanto si mise in viaggio, fino a quando giunse nei pressi della foce del fiume Tara. Dopo essere sopravvissuto ad un naufragio, si insediò assieme ai Partheni sul promontorio di Saturo e in un momento di sconforto, addormentatosi sul grembo della moglie, ella cominciò a piangere a dirotto ripensando alle difficoltà sopportate dal marito, bagnando con le sue lacrime il suo volto. La profezia dell’oracolo si era avverata, una pioggia era caduta su Falanto da un cielo sereno: le lacrime della moglie Etra. Etra è un nome la cui origine etimologica è "cielo sereno". Sciolto l'enigma, l'eroe si accinse a fondare poco più a nord la sua città: Taras. 
Una leggenda, complementare, racconta della nascita della città risalendo a circa 2 000 anni prima di Cristo, ad opera di Taras, uno dei figli di Poseidone. Taras sarebbe giunto in questa regione con una flotta, approdando presso un corso d'acqua che poi da lui stesso avrebbe preso il nome: il fiume Tara. Sempre secondo questa leggenda, Taras avrebbe edificato una città che egli dedicò a sua madre Satyria o a sua moglie Satureia e che chiamò quindi Saturo. Un giorno Taras sarebbe scomparso nelle acque del fiume e dal padre sarebbe stato assunto fra gli eroi.
L'antica Taranto ebbe un grande culto per il dio Poseidone e naturalmente nella città, non poteva non essere eretto un tempio dedicato a questa divinità.

### L'età classica

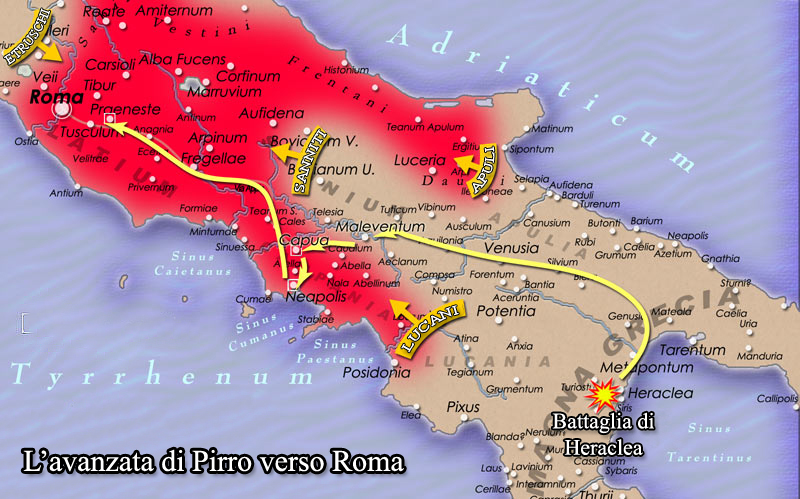
Magna Grecia (281 a.C.)

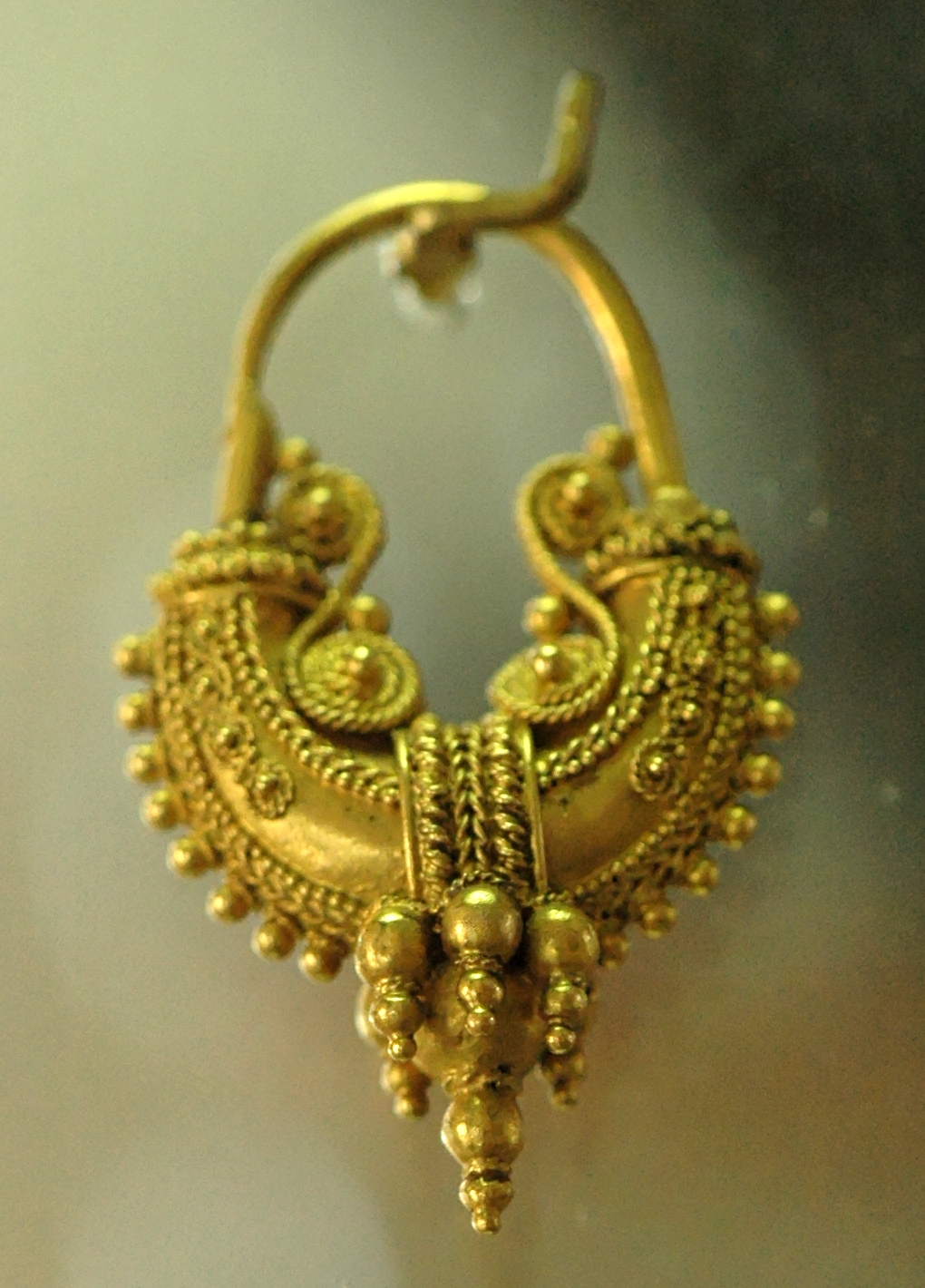
Orecchino in oro facente parte dei cosiddetti Ori di Taranto, fine IV secolo a.C.

Intorno al 500 a.C. la città era governata da un istituto di tipo monarchico. È noto infatti un re tiranno di nome Aristofilide ed una conflittualità politica tale da provocare un gran numero di esuli.
Nel tentativo di espandersi in Messapia ed in Peucezia, continue furono le aggressioni dei Tarantini condotte ai danni dei vicini Peucezi e Messapi. Tuttavia, l'influenza di Taranto sulle popolazioni indigene, portò nel corso dei secoli ad un processo di ellenizzazione di queste ultime, che assorbirono svariati aspetti della cultura e civiltà greca.
Nonostante le diverse vittorie dei Tarantini su Peucezi e Messapi nel corso della storia, con il conseguente controllo di numerose aree dell’attuale territorio pugliese (tanto che i Tarantini, come testimoniato da Pausania, poterono erigere un donario a Delfi che celebrava le vittorie su questi ultimi, di cui sono ancora presenti i resti)  , essi patirono anche alcune sconfitte, come quella subita (insieme ai loro alleati Reggini guidati da Micito) per opera dei Messapi nel 473 a.C. (annoverata dallo storico greco Erodoto come una tra le più gravi sconfitte inflitte a popolazioni di stirpe greca per via dell’ingente numero di perdite umane).
Nella prima metà del V secolo a.C. la città subì una profonda trasformazione urbanistica.
Si costruì infatti una nuova cinta difensiva e si ampliò la superficie monumentale, che raggiunse il suo culmine con la costruzione di un imponente tempio dorico sull'acropoli.
La democrazia, tuttavia, confermò la politica aggressiva nei confronti del mondo esterno. Tra il 444 a.C. ed il 433 a.C., la città intraprese una guerra per il possesso della Siritide contro la colonia panellenica di Thurii, conclusasi con l'accordo per la costituzione di una subcolonia mista di Thurini e Tarantini, che prese il nome di Heraclea, in cui, però, prevalse ben presto la componente dorica di Taranto.
I Tarantini fondarono anche Gallipoli (Kallípolis, dal greco "bella città"), il cui precedente nome era Anxa (insediamento messapico situato nei pressi dell’attuale territorio di Alezio).
Verso la fine del secolo, Taranto si allineò alla politica di Sparta e, in occasione della guerra del Peloponneso contro Atene, pur non coinvolta direttamente nel conflitto, negò nel 415 a.C. l'approdo alle navi della flotta ateniese dirette verso la Sicilia, in occasione della disastrosa spedizione ateniese.

### L'età ellenistica
Il periodo di maggiore floridezza della città corrisponde al governo settennale di Archita, che segnò l'apice dello sviluppo tarantino ed il riconoscimento della preminenza sulle altre colonie greche dell'Italia peninsulare. Dal 343 a.C. al 338 a.C. i Tarantini, dopo aver fondato una serie di phrouria tra le quali Pezza Petrosa, si scontrarono ancora con i Messapi, rimediando una sconfitta che culminerà con la morte del Re spartano Archidamo III, accorso, nel frattempo, in aiuto della città. Nel 335 a.C., in occasione di una guerra contro i Lucani, i Bruzi ed i Sanniti, giunse Alessandro I detto il Molosso, che riuscì a conquistare le città di Brentesion, Siponto, Heraclea, Cosentia e Paestum.
Nel 303 a.C., allo scopo di frenare l'espansione di Taranto, i Lucani si allearono con Roma, che, tuttavia preferì concordare la pace; nei trattati stipulati fu inclusa una clausola in base alla quale veniva vietato alle navi romane di spingersi più ad oriente del promontorio Lacinio.
Nel 282 a.C., Roma inviò una flotta composta da dieci navi in soccorso degli abitanti di Thurii, assediati dai Lucani; per raggiungere Thurii, i Romani dovettero oltrepassare Capo Lacinio e pretesero di ormeggiare nel porto di Taranto.
La città era impegnata nei festeggiamenti in onore di Dioniso e la popolazione assisteva ai giochi nell'anfiteatro vicino al mare: viste all'orizzonte le navi romane, i Tarantini, che già odiavano Roma per le sue mire espansionistiche e per gli aiuti che aveva sempre prestato ai governi aristocratici, videro in questo arrivo una violazione del trattato del 303 a.C. e non esitarono, quindi, ad affrontarle con la propria flotta, riuscendo ad affondare quattro navi e a catturarne una e facendo molti prigionieri tra i Romani. Non appagati, marciarono contro la vicina Thurii, sopraffacendo il presidio romano e saccheggiando la città. Nonostante l'oltraggio subito, Roma non volle cominciare una guerra che avrebbe sicuramente richiamato nella penisola milizie greche o cartaginesi, pertanto inviò nella città come ambasciatore Lucio Postumio per chiedere con fermezza la restituzione della nave e dei prigionieri catturati, nonché l'abbandono di Thurii. Postumio fu accolto con dileggio e sarcasmo per il suo abbigliamento e per il greco incerto con cui si espresse. Avendo, inoltre, espresso delle minacce, per reazione i Tarantini invitarono l'ambasceria ad abbandonare subito la città e si racconta che in quell'occasione un uomo di nome Filonide, soprannominato "Kotylè" per il suo aspetto, orinò sulla toga di Postumio, che così ammonì la popolazione: "Per lavare quest'offesa spargerete una gran quantità di sangue e verserete molte lacrime". La guerra venne dichiarata nel 281 a.C.

### Le guerre contro Roma

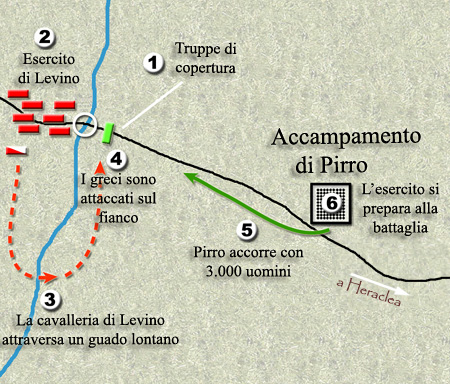
Heraclea, prima fase

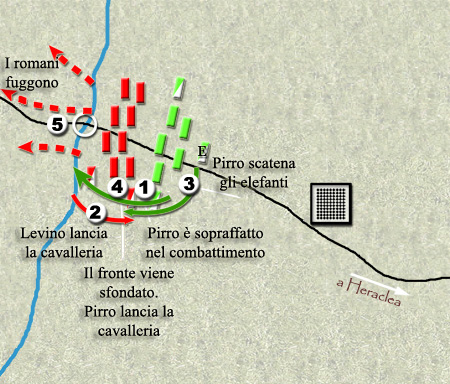
Heraclea, seconda fase

Taranto, per resistere alla potenza di Roma, strinse un'alleanza con Pirro, Re dell'Epiro e nipote di Alessandro Magno, il quale inviò il suo luogotenente Milone con un esercito di circa 30 000 uomini e 20 elefanti, obbligando i Tarantini validi ad arruolarsi.
Gli scontri tra Epiroti e Romani furono sempre durissimi e costosi in termini di vite umane: la famosa battaglia di Heraclea del 280 a.C., che vide protagonisti il console romano Publio Valerio Levino e lo stesso Pirro, costò 7 000 morti, 2 000 prigionieri e 15 000 feriti ai Romani e 4 000 morti più un gran numero di feriti tra i greci.
I successi degli Epiroti erano legati alla presenza degli elefanti da guerra, animali tanto imponenti, quanto sconosciuti fino ad allora ai Romani.
La lega tarantino-epirota colse ancora un successo nella battaglia di Ascoli di Puglia del 279 a.C., ma, nonostante queste iniziali vittorie, Pirro, consapevole della potenza e dell'organizzazione dei suoi avversari e desideroso di crearsi un dominio personale in Italia, invece di risolvere il conflitto si spostò in Sicilia. I Romani, nel frattempo, si riorganizzarono e trovarono le contromisure alla presenza degli elefanti, per cui le sorti delle battaglie successive si spostarono sempre più a loro favore, tanto che Pirro non poté che stipulare un trattato con cui si impegnava ad abbandonare l'Italia, a patto però che si lasciasse tranquilla Taranto.
Tuttavia, Roma tornò ben presto in campo contro i popoli del Mezzogiorno e Pirro fu nuovamente invitato a ritornare in Puglia. Le sconfitte di Pirro furono questa volta decisive, tanto che, dopo la disfatta di Malevento si ritirò in Grecia (dove morì poco dopo), lasciando a Taranto solo una piccola guarnigione comandata da Milone.
I Tarantini chiesero l'aiuto di una flotta cartaginese con lo scopo di liberarsi del presidio epirota. Per tutta risposta, Milone consegnò la città al console romano Lucio Papirio Cursore che così cadde in potere dei Romani, che nel 272 a.C. ne fecero smantellare le mura, imposero un tributo di guerra e sottrassero tutte le armi e le navi. Tutto ciò che ornava Taranto (statue dell'arte greca, oggetti preziosi, pregevoli quadri) e qualsiasi oggetto di valore fu inviato a Roma, insieme ai matematici, ai filosofi, ai letterati, tra cui Livio Andronico, che tradusse in latino l'Odissea; il grande poeta Leonida, invece, riuscì a fuggire prima della capitolazione della città, ma da quel momento visse un'esistenza miserrima, morendo in esilio. Roma si astenne dall'infliggere a Taranto ulteriori punizioni e mise la città nel novero delle alleate, proibendole, però, di coniare moneta.

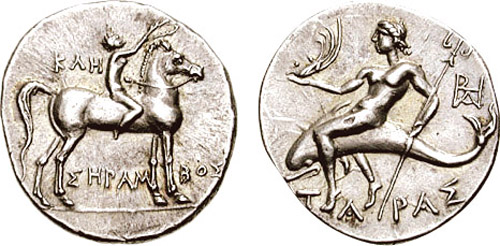
Moneta di Taranto durante l'occupazione di Annibale

Durante la seconda guerra punica, in seguito all'esecuzione di due prigionieri tarantini, colpevoli di aver tentato la fuga, nella città riprese vigore un certo sentimenti anti-romano. Attraverso il tradimento di due cittadini, favorevoli all'arrivo dei Cartaginesi, Annibale riuscì nel 212 a.C. ad impadronirsi di Taranto e costrinse all'assedio i Romani, che non furono più in grado di usare la città come base logistica per le proprie truppe.
Nel 209 a.C., il console romano Quinto Fabio Massimo si impadronì nuovamente di Taranto, questa volta grazie al tradimento di un ufficiale cartaginese. La punizione inflitta dai Romani per la defezione di Taranto fu durissima. La città venne completamente saccheggiata e furono portate a Roma migliaia di opere d'arte tra cui il famoso Ercole di bronzo di Lisippo, oltre 83 000 libbre e 9 000 talenti d'oro, una grande quantità di argento coniato e lavorato, bronzi e stoffe preziose. Oltre 30 000 tra Tarantini e Cartaginesi furono fatti schiavi. Il bottino fu tale da consentire a Roma di coniare per la prima volta monete d'oro.
Nel 123 a.C. Gaio Gracco istituì una colonia nel territorio confiscato dallo stato romano, dove fu costruito un acquedotto per il rifornimento idrico delle ville suburbane e delle navi che attraccavano ad un molo sul mar Grande.
Dopo l'89 a.C., la comunità greca e la colonia romana confluirono in un'unica struttura amministrativa, il cosiddetto municipium, segnando l'omologazione completa di Taranto nella Repubblica romana.
Nell'occasione della stipula di uno storico patto tra Augusto e Marco Antonio nel 37 a.C., la città venne fornita di un acquedotto e di un anfiteatro.
Il I secolo a.C. fu caratterizzato, nel complesso, da una sopravvivenza difficile e solo verso la sua fine si registrò una certa ripresa. La città mantenne un buon livello di vita urbana all'epoca di Traiano, durante il quale furono costruite le terme Pentascinenses, poi restaurate nel IV secolo da Furio Claudio Togio Quintillo.

## Età medievale

### Il dominio bizantino
Con la caduta dell'Impero romano d'Occidente, Taranto si avviò verso un periodo di decadenza lungo ed inesorabile, causato anche dallo sviluppo progressivo del porto di Brindisi.
La popolazione assistette all'avvicendarsi dei Goti, dei Bizantini e dei Longobardi: Belisario la occupò e la ripopolò, ma Totila con i suoi Goti la riconquistò, lasciandovi un forte presidio.
Il generale greco Narsete, successore di Belisario, sconfisse Totila e la rifece bizantina. Poi, nel 568 calarono i Longobardi, che la conquistarono nella prima parte del secolo successivo. Durante la Guerra Greco-Gotica la città, già da secoli in declino, subì profondi contraccolpi che ne segnarono definitivamente la destrutturazione della trama urbana. Stando a Procopio di Cesarea il generale Giovanni avrebbe provveduto a rifortificarla dopo aver constatato l'impossibilità di difenderla in quanto ormai sprovvista di mura. Questa fonte è sempre stata considerata fondamentale per comprendere, non senza difficoltà, i primi processi di castralizzazione della città altomedievale già in atto prima della ricostruzione voluta, nel X secolo, dall'imperatore bizantino Niceforo Foca. 
Nella primavera del 663 il basileus Costante II Eraclio sbarcò a Taranto e strappò ai Longobardi la città, le Murge, il Salento e il Gargano. Tornato l'Imperatore a Costantinopoli, i Longobardi ripresero la lotta, prima col duca Grimoaldo, e poi con il di lui figlio Romualdo, che nel 686 riconquistò Taranto e Brindisi. Attorno all'anno 700 iniziarono le scorrerie dei Berberi, che dureranno ben oltre l'anno 1000.
L'inizio del IX secolo fu caratterizzato dalle lotte interne a quanto restava del potere dei Longobardi, che nel frattempo erano stati annientati dai Franchi. Nell'840 un principe longobardo di Benevento fu tenuto prigioniero a Taranto, ma alcuni suoi sostenitori lo liberarono, lo riportarono a Benevento e lo proclamarono principe. Nel frattempo i Saraceni riuscirono ad assumere il controllo della città, istituendovi un emirato, che durò un quarantennio, e trasformandola in un'importante base navale e militare dalla cui partivano frequentemente navi cariche di prigionieri, destinati al mercato degli schiavi. Nell'850 quattro colonne saracene partirono da Taranto e Bari per razziare Calabria, Campania, Puglia, Molise e Abruzzo. Ancora, nell'anno 854, sempre da Taranto partì una spedizione guidata da ʿAbbās ibn Fāʾid che saccheggiò la provincia di Salerno. Nell'871, e, successivamente, nell'875, Taranto fece da base alle truppe saracene destinate al saccheggio della Campania e della Puglia.

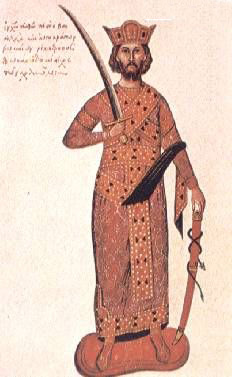
L'imperatore bizantino Niceforo II Foca, in un manoscritto medievale, rappresentato con la sciabola sfoderata.

Nell'880 l'imperatore Basilio I il Macedone, deciso a riprendersi le terre pugliesi, inviò due eserciti guidati dai generali Procopio e Leone Apostippo e una flotta al comando dell'ammiraglio Nasar, le cose andranno per il verso giusto: bloccata la via del mare dalla flotta bizantina, i Saraceni al comando di ʿOthmān vennero sconfitti e Taranto sottratta al loro dominio.
Tra i primi atti del nuovo governo bizantino del generale Leone Apostippo vi fu la riduzione in schiavitù di quegli abitanti che si erano convertiti ai costumi islamici e l'accoglienza di coloni greci per ripopolare la città.
La città continuava a subire le incursioni saracene: il 15 agosto 927, i musulmani guidati dallo schiavone Sabir, distrussero definitivamente quanto rimaneva dell'antica città greco-romana, infierendo contro i cittadini, massacrandoli senza pietà e deportando come schiavi in Africa tutti i superstiti. I pochi che scamparono alla morte, come i Merlato e i Giungato, trovarono rifugio sulle Murge e ritornarono in città solo quando questa fu ricostruita.
Nel 967, dopo quarant'anni, l'imperatore bizantino Niceforo II Foca, considerato il secondo fondatore di Taranto, cedendo alle reiterate pressioni dei superstiti, s'interessò alla città e decise di ricostruirla, edificando l'odierno Borgo Antico; in questa operazione sparirono gli ultimi resti della città antica e dell'acropoli, fece colmare il tratto costiero lungo il mar Piccolo per facilitare il lavoro dei pescatori, costruì un ponte su 7 arcate e ricostruì l'antico acquedotto romano su 203 arcate, che proprio attraverso il ponte, convogliava nella città le acque delle vicine Murge.
I pescatori, che avevano abbandonato la città, ripresero fiducia e tornarono a popolare la zona spianata sul mar Piccolo.
Nel 977 Taranto subì un nuovo attacco da parte dei Saraceni, guidati da Abū l-Qāsim ʿAlī che depredò la città e fece numerosi prigionieri, bruciando alcuni quartieri. Nel 982 fu base di partenza dell'esercito imperiale guidato da Ottone II, che venne poi sconfitto dai Saraceni di Abū l-Qāsim ʿAlī nella battaglia di Capo Colonna.
Nella tarda primavera del 1042 vi sbarcò Giorgio Maniace, inviato dall'imperatore bizantino Michele V Calafato in un nuovo tentativo di consolidare il suo dominio; il generale riorganizzò le sue truppe prima di ripartire per l'Oriente, dopo aver provato a sottrarre la corona al nuovo imperatore Costantino IX Monomaco.

### Il Principato di Taranto

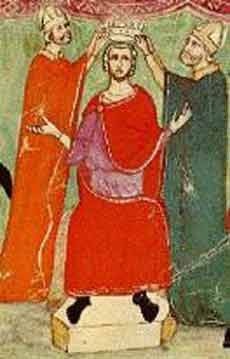
Manfredi, principe di Taranto

Conquistata dai Normanni con Roberto il Guiscardo, Taranto si accinse a diventare la capitale di uno dei più vasti e più potenti domini feudali del Regno di Sicilia.
Alla morte di Roberto nel 1085, si accesero aspre rivalità tra Boemondo I d'Antiochia e Ruggero Borsa, i figli avuti rispettivamente dalla prima e dalla seconda moglie. Boemondo, figlio della prima moglie Alberada ripudiata dal marito, fu escluso dalla successione al ducato di Puglia, e decise pertanto di far valere i propri diritti con le armi, riuscendo ad impadronirsi di Oria e portandosi insieme ai suoi seguaci nei territori di Taranto e di Otranto con frequenti scorrerie.
Onde evitare conseguenze più nefaste, e accondiscendendo alla richiesta fatta da papa Urbano II di deporre le armi, Ruggero stipulò con il fratello un accordo in base al quale concesse i territori di Taranto, Otranto, Gallipoli e Brindisi. Questo accordo non fece però desistere Boemondo dalla sua rivendicazione dei diritti usurpati alla primogenitura, e fomentando abilmente ribellioni in tutto il ducato, riuscì a diventare verso la fine del 1088 sovrano incontrastato del Principato di Taranto.
La sua successiva partecipazione alla prima crociata allestita contro i Turchi selgiuchidi in Terra santa, condusse il porto di Taranto ad un lungo periodo di decadenza a vantaggio di quello di Brindisi.
In seguito alla sua morte avvenuta nel 1111, i successori furono prima il figlio Boemondo II d'Antiochia, e successivamente Ruggero II di Sicilia. Quest'ultimo, oltre a riconoscere la grande importanza geografica e politica del territorio, fu il primo ad investire con il titolo di principe il figlio secondogenito Tancredi. Il breve trono di Tancredi, fu ereditato da Guglielmo I di Sicilia, a partire dal quale il principato non fu più attribuito a principi di sangue reale fino al sopraggiungere degli Svevi.
Con l'arrivo degli Svevi, l'imperatore Federico II nominò principe di Taranto suo figlio Manfredi.
Nel 1266 Manfredi venne sconfitto nel corso della Battaglia di Benevento da Carlo I d'Angiò, la città passò quindi ai francesi e fu affidata al principe Filippo I d'Angiò. A quest'ultimo si deve lo sviluppo della città di Martina Franca (TA) nei primi anni del trecento: infatti ampliò il villaggio di profughi tarantini nato nel X secolo con il nome di San Martino, concedendo diritti e franchigie a quanti fossero venuti ad abitarlo.
Intorno al 1380, Raimondo Orsini Del Balzo ritornò dall'Oriente ed occupò alcune terre appartenenti al padre Nicola Orsini. Alleandosi con Luigi I d'Angiò, riuscì ad ottenere i beni che gli spettavano per eredità, e sempre su consiglio dell'angioino, sposò nel 1384 la Contessa di Lecce Maria d'Enghien. Con questo matrimonio, diventò uno dei più potenti feudatari del Mezzogiorno. A lui si deve la costruzione nel 1404 della Torre di Raimondello, una massiccia torre quadrata e fortificata che vigilava l'ingresso in città dal Ponte di Porta Napoli.
Nel frattempo gli Angioini erano stati definitivamente sconfitti nel 1399.
Dopo la morte di Raimondello nel 1406, suo figlio Giovanni Antonio Orsini Del Balzo divenne principe di Taranto nel 1414.
Nel 1465 il Principato di Taranto venne annesso al Regno di Napoli, entrando così a far parte del regno aragonese.

## Età moderna

### Il Regno di Napoli
A causa delle costanti minacce portate dai Turchi e dai Veneziani, gli Aragonesi decisero di fortificare la città, costruendo il Castello Aragonese e il suo fossato.
Nel 1495, Carlo VIII di Francia costringe alla fuga le truppe aragonesi, entrando senza difficoltà in città e impadronendosi del castello.
Ma nel mese di ottobre dello stesso anno, Cesare d'Aragona mette sotto assedio Taranto per circa un anno e mezzo, costringendo questa volta i francesi alla resa.
Per riconquistare il consenso del popolo tarantino furono concessi alcuni benefici, e la stessa Regina Isabella di Taranto partecipò ai sontuosi festeggiamenti organizzati nel castello ed in città.
Il 10 agosto 1497 venne incoronato re di Napoli Federico I, ma la ripresa delle ostilità da parte di Ferdinando II d'Aragona e di Luigi XII di Francia, forti del Trattato di Granada stipulato segretamente tra spagnoli e francesi ai danni degli Aragonesi l'11 novembre 1500, lo videro costretto a fuggire in Francia nel settembre del 1501, lasciando le responsabilità del regno al figlio appena dodicenne Ferdinando, principe vicario e duca di Calabria. Il 1º marzo 1502, nonostante il tentativo di organizzare una difesa dal castello della città, questi dovette cedere all'assedio degli uomini capitanati dal generale Consalvo di Cordova il Gran Capitano, che guidò l'invasione del regno dal sud della penisola dopo aver superato le resistenze degli Aragonesi in Calabria e nella Lucania. La popolazione si arrese a condizione di lasciar libero il giovane Principe aragonese, ma gli spagnoli non tennero fede al giuramento fatto sull'Ostia consacrata e lo mandarono invece prigioniero in Spagna, ospite forzato di Ferdinando II d'Aragona.
Con la perdita dell'indipendenza del Regno di Napoli, Taranto seguì le sorti di tutta l'Italia Meridionale, cadendo sotto il dominio spagnolo e diventando città demaniale. Nonostante la mancanza di fondi, si decise di fortificare la città, mentre lungo tutta la costa del mar Grande si costruirono numerose torri costiere di avvistamento.
Il pericolo rappresentato dai Turchi infatti, non cessò mai di venir meno: per circa sei mesi nel 1594, essi stazionarono indisturbati sulle Isole Cheradi nel golfo di Taranto, e approfittando della momentanea debolezza degli Spagnoli, tentarono più volte di attaccare il castello, ma furono prima respinti e poi definitivamente sconfitti dal popolo tarantino nei pressi del fiume Tara.
Agli inizi del Seicento, la situazione economica della città si aggrava inesorabilmente: Taranto non costituisce più una base militare importante, e le stagnanti attività della pesca e della mitilicultura, nonché l'attività agricola nelle mani della nobiltà e del clero, determinarono una grave crisi economica che culminò nell'insurrezione popolare del 1647.
In concomitanza con i moti di Napoli, il re Filippo IV pretese l'arruolamento dei giovani di circa 18 anni. Scoppiò allora anche a Taranto una rivolta popolare guidata da Giandonato Altamura, sedata grazie all'intervento del duca Francesco II Caracciolo di Martina Franca, al quale gli spagnoli avevano chiesto aiuto: il Caracciolo fece finta di attaccare Taranto dalla parte del Ponte di Porta Napoli, ma la maggior parte del suo esercito attraversò il Castello Aragonese dalla parte opposta, attraverso la "Porta Paterna" aperta dagli Spagnoli, e poté così sorprendere il popolo in rivolta alle spalle. Altamura si arrese e fu condannato all'impiccagione su un torrione del castello.
Dalla seconda metà del secolo, la Spagna comincia ad interessarsi maggiormente alle sue colonie dell'America centro-meridionale dalle quali ricavava oro e argento, tralasciando invece i possedimenti della Monarchia Ispanica in Europa.

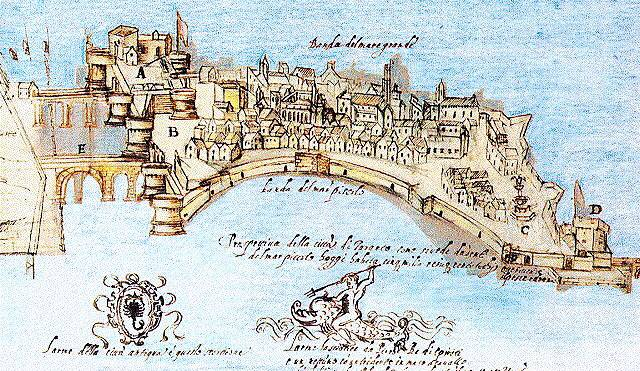
Fortificazioni del Borgo Antico (XVI secolo)

Agli inizi del settecento, con l'arrivo a Napoli degli Austriaci, i Tarantini accolsero con entusiasmo la notizia dell'insediamento degli Asburgo presso il castello. Tuttavia nel 1734, gli Spagnoli rioccuparono Napoli con Carlo III, ed il Sindaco di Taranto Luigi Galeota venne nominato Regio Governatore e Castellano.
In quegli anni le fortificazioni della città sono in completo stato di abbandono: solo infatti nel 1755 si cominciò a riparare il Castello Aragonese, mentre nel fossato che si estendeva dalla Torre Sant'Angelo alla Torre della Bandiera, si realizzò un giardino con alberi da frutto. Qualche anno dopo, il nuovo Arcivescovo di Taranto Monsignor Giuseppe Capecelatro, cominciò a raccogliere presso la sua villa i numerosi reperti archeologici sparsi per la città, tentando così di fondare un primo museo. Passata successivamente ai Borbone e incorporata nel Regno delle Due Sicilie, Taranto aderì nel 1799 alla Repubblica Partenopea, fino al ritorno al potere del Re di Napoli Ferdinando IV tramite l’aiuto degli inglesi.

## Età contemporanea

### Periodo napoleonico e restaurazione borbonica
Fu nel periodo napoleonico, e grazie all'opera di Giuseppe Bonaparte e di Gioacchino Murat, che la città riacquistò importanza marittima e militare.
Nel 1806, Napoleone Bonaparte istituì il Ducato di Taranto, che comprendeva Taranto, Ceglie Messapica, Grottaglie, Leporano, Ostuni, Carovigno, San Vito dei Normanni, Sava, Oria e Francavilla Fontana. Furono infatti costruite nuove caserme e fortificazioni, come il Forte de Laclos sull'Isola di San Paolo.
Il 9 settembre 1827, un'alluvione provocò danni a molte case e alle mura che cingevano la città, allagando le campagne circostanti e trascinando a mare interi armenti, distruggendo tutti gli insediamenti di mitili del mar Piccolo e causando una lunga carestia. Con il ritorno dei Borbone, Taranto conobbe nuovamente un lungo periodo di abbandono, fino a quando le truppe di Giuseppe Garibaldi la occuparono nel 1860.

### Il Regno d'Italia
In seguito all'incorporazione di Taranto nel Regno d'Italia avvenuta nel 1861, i Tarantini Cataldo Nitti e Nicola Mignogna si adoperarono per il suo rilancio sia marittimo, sia militare, contribuendo a far assumere alla città una nuova fisionomia.
Venne infatti istituita la Base Navale con l'Arsenale Militare Marittimo, venne abbattuta la parte occidentale del Castello Aragonese e trasformato l'antico fossato in un canale navigabile, le cui due sponde opposte saranno congiunte dal Ponte Girevole, dando finalmente inizio all'espansione oltre il canale con nuove costruzioni edilizie.
Il 15 settembre 1883, una seconda e ben più memorabile alluvione colpì ancora una volta il Borgo Antico. Si legge in un resoconto del giornale dell'epoca Rinnovamento di Taranto:

### Le guerre mondiali
Le spedizioni coloniali in Africa decise dall'Italia, furono vissute dalla città come grande opportunità economica, soprattutto in virtù della crisi che l'industria dei mitili e delle ostriche attraversò per via dell'epidemia di colera del 1910.

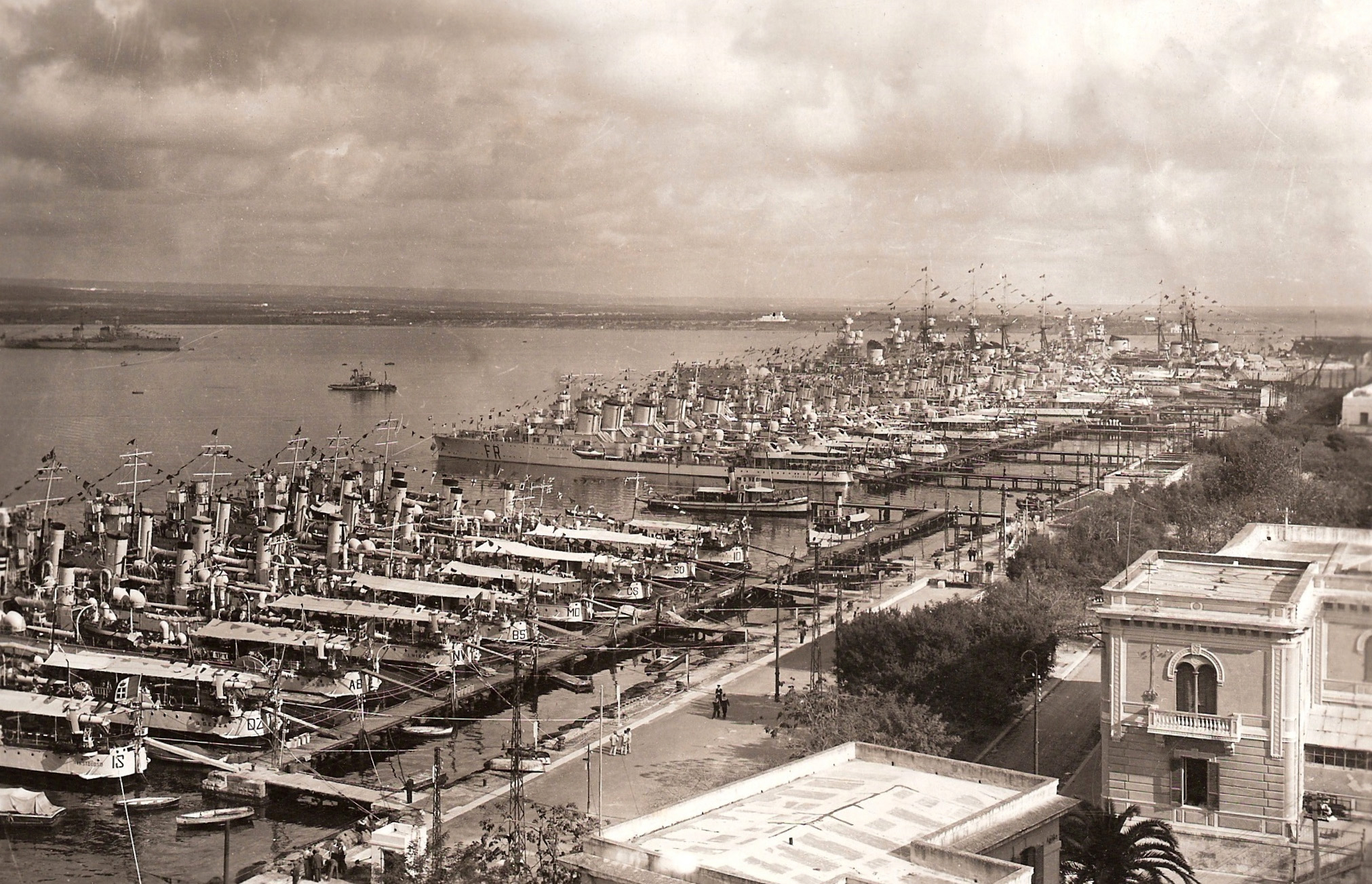
La prima squadra navale della Regia Marina.

Il 24 maggio 1915 l'Italia decise di intervenire nella prima guerra mondiale, e Taranto assunse un ruolo di primo piano con il suo Arsenale e con i nuovi Cantieri Navali Franco Tosi, per la riparazione e la costruzione delle navi da guerra.
Gli operai furono di conseguenza pagati meglio, ed il transito delle migliaia di soldati diretti al fronte migliorò le condizioni economiche dei commercianti, ma la guerra portò con sé anche un aumento dell'inflazione ed una diminuzione del potere di acquisto degli stipendi, al punto tale che la Regia Marina dovette provvedere al razionamento ed alla distribuzione dei generi alimentari.
La guerra vera e propria fu però vissuta dalla città solo nella notte del 2 agosto 1916, quando un attentato fece esplodere la nave da battaglia Leonardo da Vinci nel mar Piccolo, causando la morte di 21 ufficiali, 42 sottufficiali e 186 marinai.
Nel 1917 venne smontata la ringhiera in ferro della Villa Peripato e donata alla Patria.
Alla fine della guerra, le condizioni economiche si rivelarono drammatiche, aggravate nel 1920 dalla chiusura dei Cantieri Navali. Il disagio economico scatenò inevitabilmente numerose dimostrazioni di protesta che sovente si conclusero con scontri violenti tra dimostranti e Polizia.
L'ascesa al potere di Benito Mussolini ed il Fascismo, condussero alla ripresa dei lavori nell'Arsenale e nei Cantieri Navali, per la riparazione e la costruzione delle navi destinate alle guerre coloniali, e ad un nuovo sviluppo della città dal punto di vista urbanistico. Nel 1929 si diede inizio alla demolizione del teatro "Alhambra" ed alla costruzione sulle sue macerie del Palazzo del Governo, inaugurato dallo stesso Benito Mussolini nel 1934.
Nel 1937 invece, vennero completati i lavori di costruzione del Palazzo delle Poste e della Casa del Fascio, oggi sede dell'Intendenza di Finanza.
Furono inoltre costruite numerose case di edilizia popolare nel Borgo Antico, nuovi stabilimenti balneari sorsero sul lungomare, e nella centrale Piazza della Vittoria venne costruito il Monumento ai Caduti della prima guerra mondiale.

Nave Conte di Cavour parzialmente affondata

L'Italia entra nella seconda guerra mondiale il 10 giugno 1940, e la conseguente concentrazione nel mar Piccolo delle navi da guerra della Regia Marina, portò nuovo lavoro per l'Arsenale, ma tutti gli altri settori economici ripiombarono nella crisi, mentre la cittadinanza abbandonò lentamente la città per timore dei bombardamenti, trovando rifugio nei paesi della provincia.
La notte dell'11 novembre 1940, storicamente conosciuta come "Notte di Taranto", gli aerosiluranti partiti dalla portaerei inglese Illustrious bombardarono la flotta italiana nel mar Piccolo, semiaffondando la corazzata Conte di Cavour, danneggiando gravemente le corazzate Littorio e Duilio, e provocando 59 morti e circa 600 feriti. Solo due aerei britannici Swordfish furono invece abbattuti.
Dopo questo episodio, la Marina da guerra italiana dovette ritirarsi da Taranto per rifugiarsi nei porti di Napoli, La Spezia e Genova, più sicuri ma più lontani dal principale teatro delle operazioni.
La caduta di Benito Mussolini ed il conseguente armistizio, portarono alla fuga delle truppe tedesche e alla presa di possesso della città da parte delle truppe alleate (Operazione Slapstick), che requisirono numerosi edifici pubblici per trasformarli in alloggi militari. Il 25 aprile 1945, l'annuncio della fine della guerra comunicato nella centrale Piazza della Vittoria, segnò l'inizio di una nuova era.
Il 2 giugno 1946 nacque la Repubblica Italiana, e negli anni successivi Taranto cominciò ad affermarsi come importante centro industriale e commerciale grazie alla sua posizione strategica nel mar Mediterraneo, senza però abbandonare l'antica vocazione marinaresca e militare.

### Il secondo dopoguerra
Nel 1965 venne inaugurato dal Presidente della Repubblica Giuseppe Saragat il  "IV Centro Siderurgico Italsider", uno dei maggiori complessi industriali per la lavorazione dell'acciaio in Europa. Grazie a questa nuova realtà industriale, tra il 1961 ed il 1971, la città fece registrare un saldo migratorio sostanzialmente nullo ed un aumento della popolazione pari al 9,1%. Circa 30 000 agricoltori abbandonarono le campagne per diventare operai della grande industria o dell'indotto. Contestualmente il reddito procapite subì un incremento del 274%.
La notte di Natale del 1968 Papa Paolo VI si recò a Taranto e celebrò la messa di mezzanotte nelle acciaierie dell'Italsider: fu la prima volta che la messa di Natale venne celebrata in un impianto industriale (evento documentato dal breve filmato di Franco Morabito intitolato L'acciaio di Natale). Con questo gesto il pontefice volle rilanciare l'amicizia tra Chiesa e mondo del lavoro in tempi difficili.
Con la contrattazione aziendale e nazionale dei metalmeccanici, fu costituito negli anni settanta un fondo destinato ad interventi pubblici e denominato "salario sociale", sovvenzionato con l'1% dei salari e degli stipendi. Si realizzarono grazie ad esso grandi progetti quali l'introduzione dei trasporti extraurbani per i pendolari, la realizzazione degli asili nido e delle scuole materne comunali, la creazione del centro di igiene ambientale e di microcitemia, nonché l'apertura dell'Ospedale "San Giuseppe Moscati".
Il 9 aprile 1993, la frazione di Statte si separò da Taranto, diventando comune autonomo e mantenendo i confini della precedente circoscrizione.
Il 25 giugno 2004 venne inaugurata in mar Grande la nuova Stazione Navale della Marina Militare Italiana, dotata di alcune infrastrutture NATO. Il 18 ottobre 2006 viene dichiarato ufficialmente il dissesto finanziario del Comune di Taranto, la cui giunta era guidata dal sindaco Rossana Di Bello. Le passività accertate ammontano inizialmente a 357356434 €, ma nel mese di marzo 2007, il capo della commissione di liquidazione del Comune, Francesco Boccia, dichiara una cifra pari a circa 637 milioni di euro.
Nel mese di luglio 2007, la riduzione dell'erogazione di acqua dalle fonti dell'Irpinia conseguente alle scarse piogge e nevicate dell'inverno trascorso, ha provocato in città un'emergenza idrica con inevitabili ripercussioni su parte dell'economia commerciale cittadina.
Nel luglio 2012 la magistratura pone in essere una serie di misure ingiuntive nei confronti dei vertici del siderurgico. L'ipotesi di reato è disastro ambientale. Il gip Patrizia Todisco ha firmato il provvedimento di sequestro (senza facoltà d'uso) degli impianti dell'Ilva di Taranto, azione a tutela di un'emergenza ambientale di grande rilievo che ha inciso profondamente sulla salute della popolazione. Lo 'studio sentieri' rileva dati sconcertanti sui danni causati dalla qualità dell'aria, del suolo e delle acque del territorio. Per le donne residenti nei comuni di Taranto e Statte, a confronto con il resto della provincia, si rileva un eccesso per tutti i tumori di circa il 20%. In particolare l'eccesso di tumori al fegato per le donne è +75%; +43% per il linfoma non Hodgkin; +80% per il corpo dell'utero superiore; +48% polmone; tumore alla mammella +24%; superiore al 100% l'incidenza del tumore allo stomaco nelle donne. Per gli uomini l'eccesso registrato nell'aggiornamento dello studio Sentieri, rispetto al resto della provincia è superiore al 30% per il tumore alla vescica e per i tumori della testa e del collo, del 40% del tumore maligno del fegato, del 60% per il linfoma non hodgkin. Registrata anche un'incidenza maggiore del 21% del tumore del colon-retto per le donne. Nei pressi dell'Ilva i dati peggiorano. "I residenti nei quartieri Tamburi, Borgo, Paolo VI e nel comune di Statte mostrano una mortalità e morbosità più elevata rispetto alla popolazione di riferimento.

## Galleria d'immagini

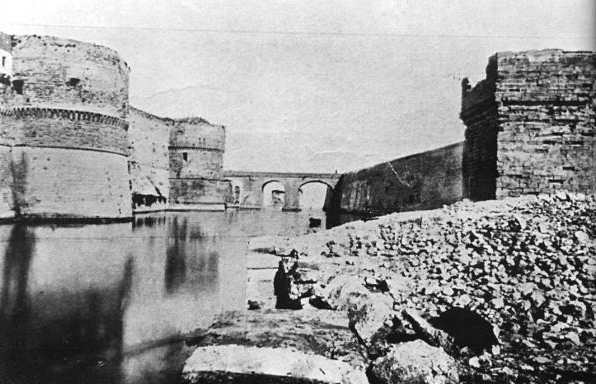
Taranto - Fossato del Castello Aragonese (1880)
Taranto - Pescherie alla Dogana (1904)
Taranto - Ominibus in attesa (1905)
Taranto - Ponte Girevole in apertura (1919)
Taranto - Arsenale Militare Marittimo (1922)
Taranto - Nave Duilio in entrata (1930)
Taranto - Palazzo del Governo in costruzione (1931)
Taranto - Rotonda del lungomare in costruzione (1931)
Taranto - Canale navigabile in restauro (1932)
Taranto - Ponte di Porta Napoli  (1935)
Taranto - Palazzo del Governo  (1939)